# Criminal Minds: Suspect Behavior
Criminal Minds: Suspect Behavior är en amerikansk TV-serie från 2011. Den är en spinoffserie från Criminal Minds och handlar också om en grupp profilerare på FBI:s Behavioral Analysis Unit (BAU) i Quantico, Virginia. I ett avsnitt av Criminal Minds ("The Fight"), träffade det ursprungliga teamet det nya och arbetade tillsammans med varandra för att hitta en seriemördare i San Francisco.
Kirsten Vangsness, spelar Penelope Garcia både i Criminal Minds och Criminal Minds: Suspect Behavior. Sam Cooper, teamets chef, spelas av Forest Whitaker. 
CBS har meddelat att serien inte kommer att förnyas. Den läggs ner efter 13 avsnitt och slutar med en cliffhanger.

## Rollista
- Forest Whitaker, Samuel "Sam" Cooper, kallas även för Coop
- Janeane Garofalo, Beth Griffith
- Michael Kelly, Jonathan "Prophet" Simms
- Beau Garrett, Gina LaSalle
- Matt Ryan, Mick Rawson
- Kirsten Vangsness, Penelope Garcia
- Richard Schiff, Jack Fickler